# Светионик
Светионик је грађевина која се подиже на обалама, острвима, стенама да буде оријентир морским пловилима. 
Прве светионике су градили Египћани и међу њима је чувени Фарос у Александрији, на ушћу реке Нил. Овај светионик спада међу Седам светских чуда старог света. Први светионик у Америци је подигнут 1716. а светло се добијало сагоревањем дрвета, тј. ложила се права ватра. Касније су светионици користили гас и ацетилен.
Светионик на електричну енергију је реализован 1858. Тада су се већ користила и огледала и сочива ради бољег уснопљавања светлости. Поред тога се користе (за време магле) и сирене, али и ротациона светла.
Први светионици који су користили и радио сигнал се користе још од 1921. а прва пут су примењени у Њујорку, САД. Радио сигнал се данас користи и за оријентацију авиона.
Интересантно је да се светионик користи као симбол тајних друштава, а примера ради у свом логоу га је користио и познати програм, Интернет претраживач, Нетскејп (Netscape).

## Историја

### Древни светионици
Пре развоја јасно дефинисаних лука, поморци су били вођени ломачама подигнутим на врховима брда. Пошто би подизање ватре побољшало видљивост, постављање ватре на платформу постало је пракса која је довела до развоја светионика. У антици, светионик је више функционисао као улазна ознака у луке него као сигнал упозорења за гребене и ртове, за разлику од многих модерних светионика. Најпознатија светионичка грађевина из антике био је Фарос из Александрије у Египту, који се срушио након низа земљотреса између 956. и 1323. године.

### Модерна градња
Модерна ера светионика почела је на прелазу из 18. века, пошто се број светионика који се граде значајно повећао због много вишег нивоа трансатлантске трговине. Напредак у грађевинарству и нова и ефикасна опрема за осветљење омогућили су стварање већих и моћнијих светионика, укључујући и оне који су изложени мору. Функција светионика је постепено промењена од означавања лука ка пружању видљивог упозорења о опасностима у транспорту, као што су стене или гребени.
Едистоунове хриди су представљале велику опасност од бродолома за поморце који су пловили кроз Ламанш. Први светионик који је тамо изграђен била је осмоугаона дрвена конструкција, усидрена са 12 гвоздених стубова причвршћених у стену, а изградио га је Хенри Винстанли од 1696. до 1698. Његов светионик је био први торањ на свету који је био у потпуности изложен отвореном мору.
Грађевински инжењер Џон Смитон је обновио светионик од 1756. до 1759. године; његова кула је означила велики корак напред у дизајну светионика и остала је у употреби до 1877. Он је моделовао облик свог светионика према облику храста, користећи гранитне блокове. Поново је открио и користио „хидраулични креч”, облик бетона који се може очвршћавати под водом који су користили Римљани, и развио технику причвршћивања гранитних блокова помоћу спојева „ластиног репа” и мермерних типлова. Карактеристика „ластавичјег репа“ је послужила за побољшање стабилности структуре, иако је Смитон такође морао да смањи дебљину торња према врху, због чега је закривио торањ према унутра на благом нагибу. Овај профил је имао додатну предност јер је дозволио да се део енергије таласа распрши при удару о зидове. Његов светионик је био прототип за савремени светионик и утицао је на све наредне инжењере.
Један од таквих утицаја био је Роберт Стивенсон, који је и сам био кључна фигура у развоју дизајна и изградње светионика. Његово највеће достигнуће била је изградња светионика Бел Рок 1810. године, једног од најимпресивнијих инжењерских подухвата тог доба. Ова структура је заснована на Смитоновом дизајну, али са неколико побољшаних карактеристика, као што је уградња ротирајућих светала, наизменично између црвене и беле боје. Стивенсон је радио за Одбор за северни светионик скоро педесет година током којих је дизајнирао и надгледао изградњу и касније побољшање бројних светионика. Он је иновирао избор извора светлости, монтаже, дизајна рефлектора, коришћења Фреснелових сочива, као и ротационих системима и системима затварача обезбеђујући светионике са индивидуалним потписима који омогућавају да их поморци идентификују. Такође је изумео покретни крак и баланс-дизалицу као неопходан део за изградњу светионика.
Александер Мичел је пројектовао први светионик на зашрафљеним носачима – његов светионик је изграђен на шиповима који су били уврнути у песковито или муљевито дно. Изградња његовог дизајна почела је 1838. на ушћу Темзе и била је позната као светионик Маплин Сандс, а први пут је упаљен 1841. године. Иако је његова изградња почела касније, Вајер лајт у Флитвуду, Ланкашир, био је први који је прорадио (1840. године).

### Побољшања осветљења
До 1782. извор осветљења су углавном биле ломаче или угаљ. Аргандова лампа, коју је 1782. године изумео швајцарски научник Еме Арганд, револуционирала је осветљење светионика својим постојаним пламеном без дима. Рани модели су користили брушено стакло које је понекад било обојено око фитиља. Каснији модели су користили омотач од торијум-диоксида који је био суспендован изнад пламена, стварајући јарку, стабилну светлост. Аргандова лампа је користила китово уље, репицу, маслиново уље или друго биљно уље као гориво, напајано гравитационим напајањем из резервоара постављеног изнад горионика. Лампу је први произвео Метју Болтон, у партнерству са Аргандом, 1784. године, и постала је стандард за светионике више од једног века.
Светионик Саут Форланд је био први торањ који је успешно користио електрично светло 1875. Угљеничне лучне лампе светионика покретане су магнетним генератором на парни погон. Џон Ричардсон Вигам је први развио систем за гасно осветљење светионика. Његов побољшани гасни „крокус” горионик на светионику Бејли близу Даблина био је 13 пута снажнији од најсјајнијег светла тада познатог.
Горионик са испареним уљем изумео је 1901. Артур Китсон, а побољшао га Дејвид Худ у Тринити Хаусу. Гориво је испаравано под високим притиском и сагоревано да би се загрејао плашт, дајући излаз од преко шест пута јачи од традиционалних уљаних лампи. Употреба гаса као светла постала је широко доступна са проналаском Даленовог светла шведског инжењера Густава Далена. Користио је Агамасан (Ага), супстрат, да апсорбује гас, омогућавајући да се гас складишти, а самим тим и користи, безбедно. Дален је такође изумео 'соларни вентил', који је аутоматски регулисао светлост и гасио га током дана. Ова технологија је била доминантан извор светлости у светионицима од 1900-их до 1960-их, када је електрично осветљење постало доминантно.